# Łobazowka
Łobazowka (ros. Лобазовка) – wieś (ros. деревня, trb. dieriewnia) w zachodniej Rosji, w sielsowiecie łobazowskim rejonu oktiabrskiego w obwodzie kurskim.

## Geografia
Miejscowość położona jest nad Worobżą (lewy dopływ Sejmu), 0,5 km od centrum administracyjnego sielsowietu (Żurawlino), 8 km na południe od centrum administracyjnego rejonu (Priamicyno), 21 km na południowy zachód od Kurska, 9 km od drogi magistralnej (federalnego znaczenia) M2 «Krym».
We wsi znajdują się 82 posesje.
Klimat
Miejscowość, jak i cały rejon, znajduje się w strefie klimatu kontynentalnego z łagodnym ciepłym latem i równomiernie rozłożonymi opadami rocznymi (Dfb w klasyfikacji klimatów Köppena).

## Demografia
W 2010 r. wieś zamieszkiwało 160 osób.